# تائیکی، میئه
تائیکی، میئه (به لاتین: Taiki, Mie) یک منطقهٔ مسکونی در ژاپن است که در Watarai District واقع شده‌است. تائیکی ۲۳۳٫۵۴ کیلومترمربع مساحت و ۹٬۵۴۳ نفر جمعیت دارد.